# 全国科学大会
全国科学大会，是1978年3月18日由中国共产党中央委员会和中华人民共和国国务院在北京人民大会堂召开的科学工作者大会，与会代表共5586名。这次大会被认为是中国共产党在粉碎“四人帮”之后，国家百废待兴的形势下召开的一次重要会议，也被认为是中国科技发展史上一次具有里程碑意义的盛会。邓小平在会上作出“知识分子是工人阶级的一部分”、“科学技术是生产力”的论断，为知识分子平反，是对科技工作的一次拨乱反正。

## 背景
文化大革命期间，科学技术领域成为“重灾区”，一大批科学家遭受迫害，绝大多数科研工作陷于停顿。1975年邓小平主持国务院工作期间进行全面整顿，拟打算“把科学研究搞上去”。但不久“四人帮”及其追随者把中国科学院的汇报提纲说成是“大毒草”，并称整顿就是“资产阶级复辟”。粉碎“四人帮”之后，中共中央把在20世纪末实现四个现代化作为全国人民的奋斗目标，在分别部署召开了全国“农业学大寨”和全国“工业学大庆”会议之后，筹备召开科技界的全国大会。

## 筹备
1977年5月30日，中国科学院党组负责人方毅、李昌和武衡向中共中央政治局汇报科学院工作，时任中共中央主席华国锋随后提出召开全国科学大会。6月2日，由中科院牵头，多部委负责人一起讨论成立大会领导小组。7月1日，教育部发出通知，要求教育战线做好科学大会筹备工作。8月，中共十一大在京举行，十一大报告正式宣布“中央决定，在适当的时候召开全国科学大会”。8月29日大会筹备工作办公室发布了《关于迎接科学大会的宣传要点》，提出6点为舆论造势：
|  | 1. 要大张旗鼓地宣传科学实验革命运动的伟大意义。 2. 要大造向科学技术现代化进军的声势。 3. 要宣传深入揭批“四人帮”。 4. 要宣传在抓纲治国战略决策指引下，科学兴旺发达、捷报频传的新形势。 5. 要表扬先进，特别要表扬有发明创造的科技工作者和工农兵群众。 6. 要大力宣传和普及科学知识。 |

1977年9月5日至15日，全国科学大会召开预备会议。会议讨论了代中共中央草拟的《关于召开全国科学大会的通知》。9月18日，中共中央政治局会议审议通过了《通知》，并于9月23日正式发布。

## 召开
1978年3月5日，中共中央通知全国科学大会定于3月18日在北京召开。3月15日、16日，各代表团到达北京。出席大会的包括台湾省在内的30个省市自治区、国务院各部委、国防科工方面的5586名代表。
会议召开前，需要准备四篇讲话稿，宣读人分别是中共中央主席华国锋、中共中央副主席兼国务院副总理邓小平、国务院副总理兼国家科委主任方毅和中国科学院院长郭沫若。作家徐迟原本负责草拟郭沫若的讲话文稿，但因作品诗人味太浓而被弃用，最后由曾在中共中央宣传部担任国际宣传处干事的重庆人胡平承担了撰稿的任务。方毅的讲话稿则由中科院政策研究室干部罗伟单独完成。至于华国锋和邓小平的讲话稿，则由国家科委政策研究室主任吴明瑜和国家科委政策研究室副主任林自新共同起草。邓小平审阅并批准了他们写的的讲话稿，并拒绝了汪东兴要求加入有关“知识分子要改造世界观”的内容的意见。吴冷西要求把中国知识分子“已经是工人阶级自己的一部分”这句话，改为“我们已经有了一支又红又专的知识分子队伍”，但邓小平决定不改。而之后华国锋采用了另外请人起草的讲话稿，这也使得华邓两人的观点针锋相对。
1978年3月18日下午，全国科学大会在北京人民大会堂开幕。在大会开幕式上，邓小平发表了讲话。方毅作了有关发展科学技术的规划和措施的报告。邓小平在讲话中指出，“现代化的关键是科学技术现代化”，“知识分子是工人阶级的一部分”，并重申了“科学技术是生产力”这一马克思主义的观点（之后邓小平又据此提出“科学技术是第一生产力”的观点），重病中的郭沫若也参加了开幕式。
3月24日，华国锋作了题为《提高整个中华民族的科学文化水平》的讲话。他指出提高全民族的科学文化水平，是亿万人民的切身事业，并号召全国人民向科学技术现代化进军。陈景润、周培源、金善宝、孙家栋等多位科技专家也在大会期间发言。
3月31日，全国科学大会闭幕。在闭幕式上，郭沫若发表了题为《科学的春天》的书面讲话（由播音员虹云代为宣读），号召科学工作者热烈地拥抱“科学的春天”。大会表彰和奖励了826个先进集体、1192名先进科技工作者和7657项优秀科技成果的完成单位和个人。大会还通过了《1978-1985年全国科学技术发展规划纲要》（简称《八年规划纲要》），并于同年10月由中共中央正式转发，这也是中华人民共和国的第三个科学技术发展长远规划。

## 影响及评价
中华人民共和国官方认为，这次大会是中国共产党在粉碎“四人帮”之后，国家百废待兴的形势下召开的一次重要会议，也是中国科技发展史上一次具有里程碑意义的盛会，“科学的春天”带来了中国科技的全面复苏。
而科学大会也引发了社会上的一股“科学热”，科技出版与阅读异常火爆，科技报纸及科普读物发行量陡增，青少年群体也出现了前所未闻的科学热。科学大会也解除了中国科学家的桎梏，改变了当时社会上流行的“读书无用论”这一观念。

## 纪念
全国科学大会开幕当天（1978年3月18日），中华人民共和国邮电部发行了编号为J25的《全国科学大会》纪念邮票，全套3枚另加1枚小全张，面值均为8分，共发行10万套。
2008年3月27日，“纪念全国科学大会30周年座谈会”在北京举行。中共中央政治局委员、国务委员刘延东，全国政协副主席、科技部部长万钢出席会议并讲话。